# 19992 Schönbein
(19992) Schonbein, denumire internațională (19992) Schönbein, este un asteroid din centura principală de asteroizi.

## Descriere
19992 Schönbein este un asteroid din centura principală de asteroizi. A fost descoperit pe 10 octombrie 1990 la Tautenburg de Freimut Börngen și Lutz Dieter Schmadel. Asteroidul prezintă o orbită caracterizată de o semiaxă mare de 2,72 ua, o excentricitate de 0,14 și o înclinație de 7,2° în raport cu ecliptica.